# Alicellidae
Gli Alicellidae sono una famiglia dell'ordine degli anfipodi ed in particolare del sottordine Gammaridea. Gli Alicellidae vivono da saprofagi sui fondali marini (sono stati individuati a profondità che vanno da 700 a 8 500 m), spesso in prossimità di sorgenti idrotermali.

## Tassonomia
La famiglia degli Alicellidae si divide nei seguenti generi contenenti a loro volta le specie elencate:
- Genere Alicella Chevreux, 1899
  - Alicella gigantea Chevreux, 1899 - 2000-7000 m, Oceano Pacifico, Oceano Atlantico settentrionale, Mar Glaciale Artico
- Genere Apotectonia Barnard & Ingram, 1990
  - Apotectonia heterostegos Barnard & Ingram, 1990 - 2000-3000 m, Oceano Pacifico orientale
- Genere Diatectonia Barnard & Ingram, 1990
  - Diatectonia typhodes Barnard & Ingram, 1990 - 1500-2000 m, Oceano Pacifico
- Genere Paralicella Chevreux, 1908
  - Paralicella caperesca Shulenberger & Barnard, 1976 - Oceano Atlantico settentrionale
  - Paralicella fusiformis (Birstein & M. Vinogradov, 1955) - Oceano Pacifico settentrionale
  - Paralicella microps (Birstein & M. Vinogradov, 1958) - Oceano Antartico, Nuova Zelanda
  - Paralicella similis Birstein & Vinogradov, 1960 - Oceano Antartico, Nuova Zelanda
  - Paralicella tenuipes Chevreux, 1908 - Oceano Atlantico settentrionale, Golfo di Biscaglia
  - Paralicella vaporalis Barnard & Ingram, 1990 - 1500-2000 m,  Oceano Pacifico
- Genere Tectovalopsis Barnard & Ingram, 1990
  - Tectovalopsis diabolus Barnard & Ingram, 1990 - 2500-3000 m, Oceano Pacifico
  - Tectovalopsis fusilus Barnard & Ingram, 1990 - 2500-3000 m, Oceano Pacifico
  - Tectovalopsis nebulosus Barnard & Ingram, 1990 - 500-100 m, Oceano Pacifico orientale, Golfo di California
  - Tectovalopsis regelatus Barnard & Ingram, 1990 - 1500-2000 m, Oceano Pacifico
  - Tectovalopsis ruffoi (Serejo & Wakabara, 2003) - 1500-2000 m, Oceano Atlantico meridionale, Brasile
  - Tectovalopsis wegeneri Barnard & Ingram, 1990 - 2500-3000 m, Oceano Pacifico
- Genere Transtectonia Barnard & Ingram, 1990
  - Transtectonia torrentis Barnard & Ingram, 1990 - 2500-3000 m, Oceano Pacifico